# Иоанновский переулок
Иоа́нновский переу́лок — переулок в Петроградском районе Санкт-Петербурга. Проходит от набережной реки Карповки до улицы Профессора Попова. Далее продолжается Вяземским переулком.

## История
С начала 1950-х годов до 1996 года переулок входил в состав Вяземского переулка.
Современное название Иоанновский переулок дано 3 января 1996 года по находящемуся поблизости Иоанновскому монастырю, как указано в решении для возвращения исторического наименования, хотя в действительности Иоановский переулок (позже Песочный переулок, ныне не существует) проходил западнее, вдоль монастырской ограды.

## Достопримечательности
- Свято-Иоанновский ставропигиальный женский монастырь
- ГТРК «Санкт-Петербург»
- Карповский мост